# Rhopalophora prolixa
Rhopalophora prolixa es una especie de escarabajo longicornio del género Rhopalophora, categorizada en la tribu Rhopalophorini, de la subfamilia Cerambycinae. Fue descrita por Monné en 1989.

## Descripción
Mide 9,8-11 mm de longitud.

## Distribución
Se distribuye por América del Sur: Brasil.